# Metro Coyuya (estación del Metrobús)
Metro Coyuya es una de las estaciones que forman parte del Metrobús de la Ciudad de México; se ubica al este de la Ciudad de México, en la alcaldía de Iztacalco.
Se encuentra a 370 metros al oriente de la estación original Coyuya de la Línea 2 del Metrobús (inaugurada en 2008), sobre el Eje 4 Sur Plutarco Elías Calles. Es la correspondencia de la Línea 2 y de la Línea 5 de esta red de transporte.
La estación Metro Coyuya se inauguró el 7 de septiembre de 2020 en ambas líneas, con el fin de brindar una posición de conexión directa entre las líneas 2 y 5 de Metrobús.

## Información general
Su nombre se debe su a la estación Coyuya de la línea 8 del metro
La estación Metro Coyuya de la línea 2 de Metrobús se edificó sobre el paso vehicular elevado del Eje 4 Sur Plutarco Elías Calles y el Eje 3 Oriente Francisco del Paso y Troncoso, posición en la que también se encuentra estructurada la estación Coyuya de la línea 8 del metro. Antes de su inauguración en 2020, las conexiones entre la Línea 8 del Metro y la Línea 2 del Metrobús se efectuaban por medio de las estaciones Coyuya y Canela, ubicadas a ambos extremos del paso vehicular mencionado y en cuyos casos se realizaba una caminata intermodal de alrededor de 400 metros para realizar el enlace entre transportes.
Junto con Moctezuma, Mixiuhca y Hospital General Troncoso, de la Línea 5, esta estación forma parte de las únicas estaciones en posición elevada de la red.
La estación de la Línea 5 fungió como terminal provisional del servicio emergente "Línea T" que conectaba este troncal con un servicio temporal sobre Avenida Tláhuac en la contingencia generada por el cierre de la Línea 12 del Metro de 2021 a 2023.
El símbolo representa un pie con cascabeles en el tobillo, ya que en náhuatl coyuya significa "Donde se hacen los cascabeles".

## Conexiones
Existen conexiones con las estaciones y paradas de diversos sistemas de transporte:
- La estación cuenta con un CETRAM
- Conecta con la Línea 8 del Metro en la estación Coyuya.
- Además de que conecta con la ruta 14-A de camiones concesionados.